# Cwm Clydach
Cwm Clydach est une communauté du borough de comté de Rhondda Cynon Taf, au pays de Galles.

## Géographie
Comme son nom l'indique, la communauté de Cwm Clydach s'étend sur la vallée du Nant Clydach, un affluent de la Rhondda Fawr. Elle se trouve juste à l'ouest de la ville de Tonypandy et comprend les villages de Blaenclydach et Clydach Vale.

## Démographie
Au recensement de 2011, la communauté de Cwm Clydach comptait 2 799 habitants.